# 青山幸宜
青山 幸宜（あおやま ゆきよし）は、江戸時代末期の大名。美濃国郡上藩第7代（最後）の藩主。幸成系青山家11代。明治維新後は華族（子爵）に列し、貴族院議員を務めた。

## 生涯
嘉永7年（1854年）、6代藩主・青山幸哉の長男として誕生した。文久3年（1863年）、父の死去により家督を継ぐ。
元治元年（1864年）、天狗党の乱では幕命に従って鎮圧のために出兵したが、天狗党が既に通過した後だったために戦うことなく終わっている。幕末期の郡上藩では、佐幕派と尊王派が対立し、幸宜も消極的ながら佐幕派として行動していたが、慶応4年（1868年）に戊辰戦争が始まると、2月に新政府に恭順している。しかし家老の朝比奈藤兵衛の子・朝比奈茂吉が凌霜隊を結成して脱藩し、幕府側に味方して会津若松城で戦うなどしている。
明治2年（1869年）の版籍奉還で郡上藩知事に任じられ、明治4年（1871年）の廃藩置県で免職された。明治17年（1884年）の華族令制定に伴い、同年7月8日に子爵を叙爵。その後は実業家として活動、日本印刷社長、岩倉鉄道学校理事などを務めた。1890年（明治23年）7月10日に貴族院議員に就任し、1925年（大正14年）7月9日まで5期在任した。このほか、赤坂区会議員、東京市会議員を務めた。
昭和5年（1930年）2月6日に死去。享年77。

## 栄典
位階
- 1922年（大正11年）7月20日 - 従二位[5]
- 1930年（昭和5年）2月7日 -（没後追叙）正二位[6]

勲章等
- 1873年（明治6年）12月8日 - 銀盃一個[7]
- 1906年（明治39年）4月1日 - 旭日小綬章[8]
- 1914年（大正3年）6月18日 - 勲三等瑞宝章[9]

## 人物
市川米庵に書を学び、多くの名筆を残したといわれる。
幸宜の従兄弟で、旧篠山藩主子弟の青山忠誠が藩内の子弟(のちに兵庫県居住者の子弟)のために東京に建てた寄宿舎尚志館には、幸宜によって書かれた看板が現在も残っている。

## 系譜
父母
- 青山幸哉（父）
- 戸田氏庸の娘（養母）

妻
- 広幡定子 - 広幡忠礼の娘（1番目の妻）
- 井伊待子 - 井伊直弼の娘（2番目の妻）
- 藤堂文子 - 藤堂高邦の娘（3番目の妻）

子女
- 青山幸正[11]（長男）
- 青山幸直[12]（次男） - 第12代当主
- 青山幸泰（四男）
- 岩城隆徳（五男） - 旧出羽亀田藩主・子爵岩城隆邦の養子
- 青山幸高[13]（六男）
- 青山幸敬[14]（七男）
- 青山孝子（長女） - 細川源三郎（細川潤次郎の三男）夫人

孫
- 青山幸壽[15]（次男幸直の子） - 第13代当主

長男の幸正は、父に先立って1904年に死去した。幸宜の跡は次男の幸直が継ぎ、幸直が1947年7月に没すると長男の幸壽が跡を継ぐ。幸壽は1986年に没した。
六男の幸高は、陸軍勤務の後、戦後は日本で初めて競馬馬の輸送自動車会社を起こした。ローマオリンピックの日本馬術競技の監督、日本馬術連盟理事などを歴任している。七男の幸敬は陸軍獣医学校教官など陸軍畑で活躍後、戦後は会社経営に携わった。